# ISAR (Medizin)
Der ISAR-Test (englisch: Identification of Seniors at risk) ist in der Medizin ein weit verbreitetes Screening-Tool zur Einschätzung der Gefährdung von Senioren bei der Krankenhausaufnahme. Für die Altersgruppe von 65 Jahren oder älter entwickelt, wird gemäß Definition der geriatrischen Gesellschaften die Grenze von 70 oder älter genannt. Der Test ist Bestandteil des geriatrischen Assessments. Hierbei soll insbesondere bereits bei der Aufnahme geklärt werden, ob der Patient von einer komplexen multidisziplinären geriatrischen Versorgung im Krankenhaus profitieren könnte, was dann in der positiv gescreenten Population durch ein umfassendes geriatrisches Assessment bestätigt werden sollte. Der Fragebogen sollte durch das Personal gemeinsam mit dem Patienten oder seiner Bezugsperson ausgefüllt werden und beinhaltet sechs Fragen, die jeweils mit ja oder nein beantwortet werden können:
| 1. Hilfebedarf                        | Waren Sie vor der Erkrankung oder Verletzung, die Sie in die Klinik geführt hat, auf regelmäßige Hilfe angewiesen?         |
| 2. Akute Veränderung des Hilfebedarfs | Benötigten Sie in den letzten 24 Stunden mehr Hilfe als zuvor?                                                             |
| 3. Hospitalisation                    | Waren Sie innerhalb der letzten 6 Monate für einen oder mehrere Tage im Krankenhaus?                                       |
| 4. Visuelle Einschränkung             | Haben Sie unter normalen Umständen erhebliche Probleme mit dem Sehen, die nicht mit einer Brille korrigiert werden können? |
| 5. Einschränkung des Gedächtnis       | Haben Sie ernsthafte Probleme mit dem Gedächtnis?                                                                          |
| 6. Polypharmazie                      | Nehmen Sie pro Tag sechs oder mehr verschiedene Medikamente ein?                                                           |

Ab zwei Punkten besteht mit hoher Wahrscheinlichkeit ein spezieller geriatrischer Handlungsbedarf, der durch ein umfassendes geriatrisches Assessment bestätigt werden muss. Der ISAR-Test wird von der Deutschen Gesellschaft für Geriatrie als einfach anzuwendendes Screening-Tool empfohlen. Der ISAR-Score hat nur eine begrenzte Vorhersagequalität, wenn es um die ambulante Entlassmöglichkeit aus der Notaufnahme ohne vorherigen stationären Aufenthalt geht.